# Liste der Biografien/Bonn
Liste der Biografien |
Portal Biografien |
Personensuche
# |
A |
B |
C |
D |
E |
F |
G |
H |
I |
J |
K |
L |
M |
N |
O |
P |
Q |
R |
S |
T |
U |
V |
W |
X |
Y |
Z |
?
 
Ba |
Be |
Bd |
Bg |
Bh |
Bi |
Bj |
Bl |
Bm |
Bn |
Bo |
Br |
Bs |
Bu |
Bw |
By |
Bz
 
Boa–Boc |
Bod |
Boe |
Bof |
Bog |
Boh |
Boi–Bok |
Bol |
Bom |
Bon |
Boo |
Bop |
Boq |
Bor |
Bos |
Bot |
Bou |
Bov–Boz
 
Bona |
Bonc |
Bond |
Bone |
Bonf |
Bong |
Bonh |
Boni |
Bonj |
Bonk |
Bonl |
Bonm |
Bonn |
Bono |
Bonp |
Bonq |
Bonr |
Bons |
Bont |
Bonu |
Bonv |
Bonw |
Bonx |
Bony |
Bonz
Die Liste der Biografien führt alle Personen auf, die in der deutschsprachigen Wikipedia einen Artikel haben. Dieses ist eine Teilliste mit 301 Einträgen von Personen, deren Namen mit den Buchstaben „Bonn“ beginnt.

## Bonn
- Bonn (* 1990), schwedischer Musikproduzent und SongwriterBonn (* 1990)
- Bonn, Aletta, deutsche Biologin

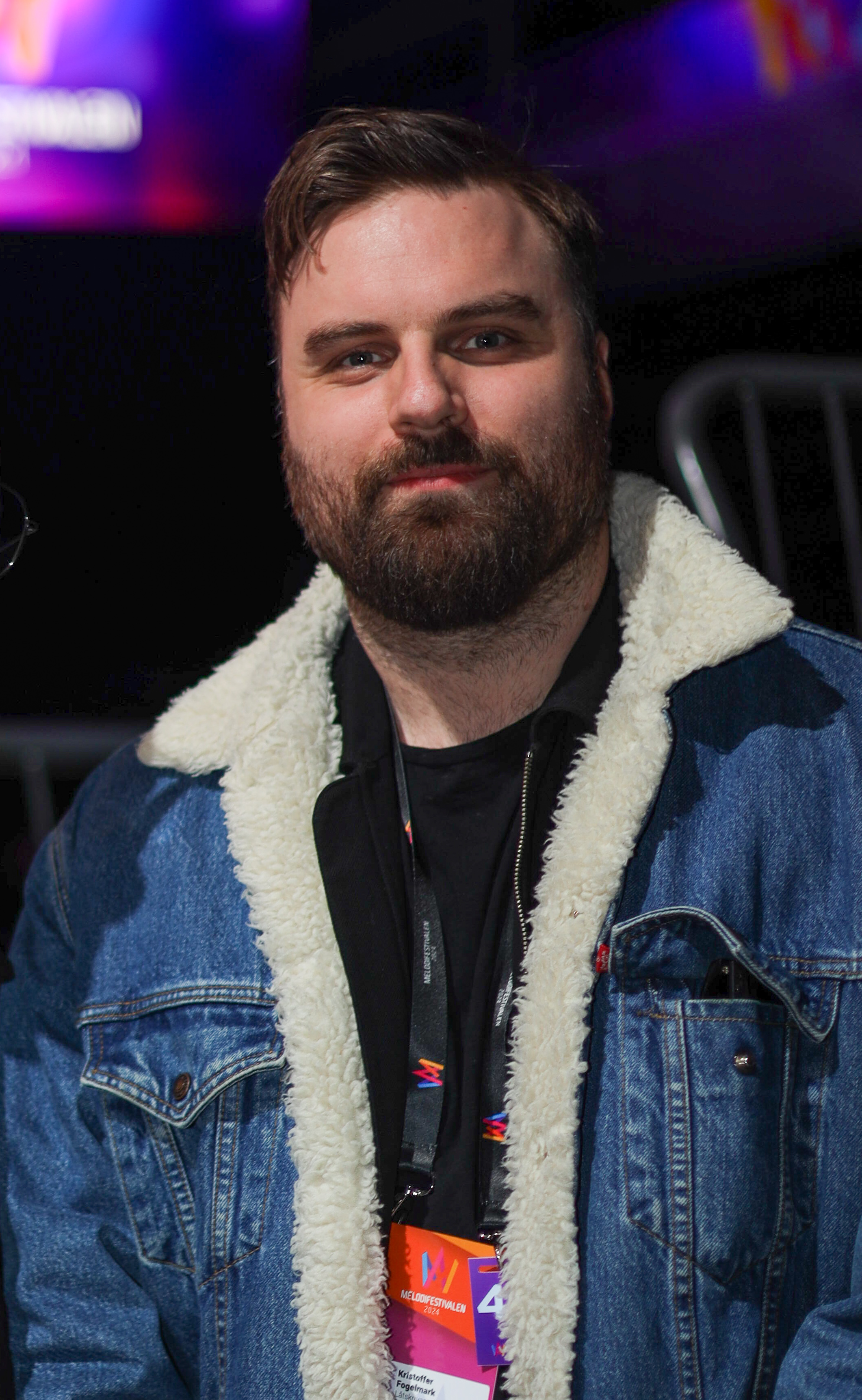
Bonn (* 1990)

- Bonn, Andreas (1738–1817), niederländischer Arzt, Anatom und Chirurg
- Bonn, Anne van (* 1985), deutsche Fußballspielerin
- Bonn, Aron († 1623), deutscher Geschäftsmann
- Bonn, Björn (* 1978), deutscher Schauspieler
- Bonn, Emma (1879–1942), deutsche Schriftstellerin
- Bonn, Ferdinand (1861–1933), deutscher Schauspieler, Bühnenautor und Theaterleiter
- Bonn, Franz (1830–1894), deutscher Schriftsteller, Jurist und Politiker, MdL
- Bonn, Gisela (1909–1996), deutsche Journalistin
- Bonn, Günther (* 1954), österreichischer Chemiker
- Bonn, Hanuš (1913–1941), tschechischer Dichter, Literaturkritiker und Übersetzer
- Bonn, Heinz (1947–1991), deutscher Fußballspieler
- Bonn, James (* 1959), US-amerikanischer Pornodarsteller
- Bonn, Karl-Heinrich (1927–2003), deutscher Autor
- Bonn, Moritz Julius (1873–1965), deutsch-britischer Staatswissenschaftler
- Bonn, Otto Heinrich von (1703–1785), kurhannöverscher Landbaumeister
- Bonn, Skeeter (1923–1994), US-amerikanischer Country-Musiker
- Bonn, Tobias (* 1964), deutscher Sänger und Schauspieler
- Bonn, Wilhelm (1843–1910), deutscher Bankier

### Bonna
- Bonna, Aimé (1855–1930), französischer autodidaktischer Techniker, Unternehmer und Automobilpionier
- Bonna, Narve (1901–1976), norwegischer Skispringer
- Bonnabel, Auguste-Callixte-Jean (1886–1967), französischer Geistlicher
- Bonnafé, Jean-Laurent (* 1961), französischer Bankmanager
- Bonnaffé, Jacques (* 1958), französischer Schauspieler
- Bonnafond, Guillaume (* 1987), französischer Radrennfahrer
- Bonnah, Solomon (* 2003), niederländischer Fußballspieler
- Bonnaire, Jean-Paul (1943–2013), französischer Schauspieler
- Bonnaire, Olivier (* 1983), französischer Radrennfahrer
- Bonnaire, Sandrine (* 1967), französische FilmschauspielerinSandrine Bonnaire (* 1967)

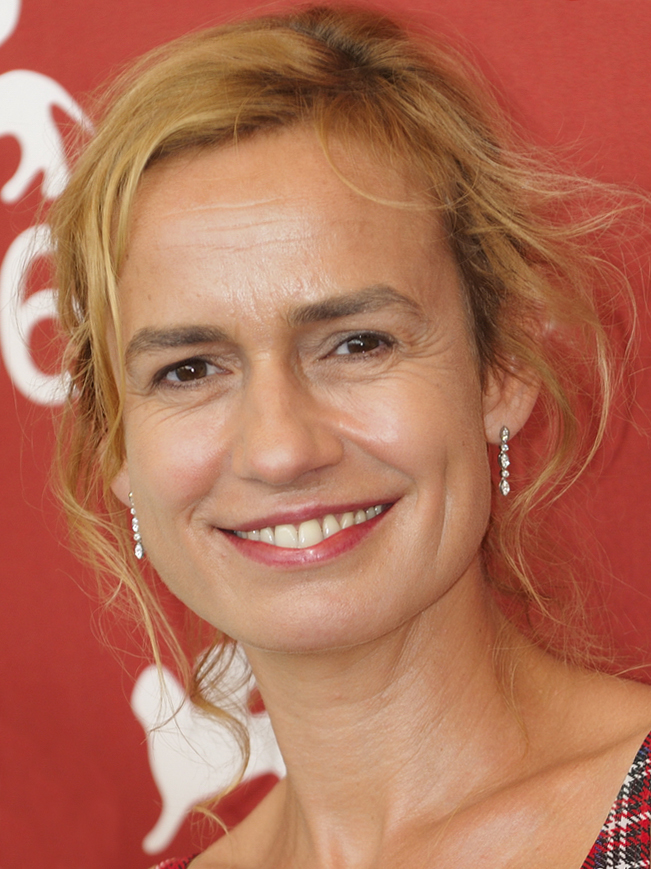
Sandrine Bonnaire (* 1967)

- Bonnal, Joseph-Ermend (1880–1944), französischer Komponist, Organist und Musikpädagoge
- Bonnamour, Franck (* 1995), französischer Radrennfahrer
- Bonnamour, Jacqueline (1924–2020), französische Geographin und Hochschullehrerin
- Bonnand, Cyrille (* 1970), französischer Cyclocross- und Mountainbikefahrer
- Bonnar, David (* 1962), US-amerikanischer Geistlicher, römisch-katholischer Bischof von Youngstown
- Bonnar, Jude (* 2005), schottischer Fußballspieler
- Bonnar, Mark (* 1968), schottischer Schauspieler
- Bonnard, Abel (1883–1968), französischer Dichter und Romanschriftsteller
- Bonnard, André (1888–1959), Schweizer Gräzist
- Bonnard, Claude (1922–1994), Schweizer Politiker (LPS)
- Bonnard, Damien (* 1978), französischer Schauspieler
- Bonnard, Henri (1915–2004), französischer Linguist und Romanist
- Bonnard, Jean-François (* 1971), französischer Eishockeyspieler und -trainer
- Bonnard, Mario (1889–1965), italienischer Schauspieler und Filmregisseur
- Bonnard, Marthe (1869–1942), französische MalerinMarthe Bonnard (1869–1942)

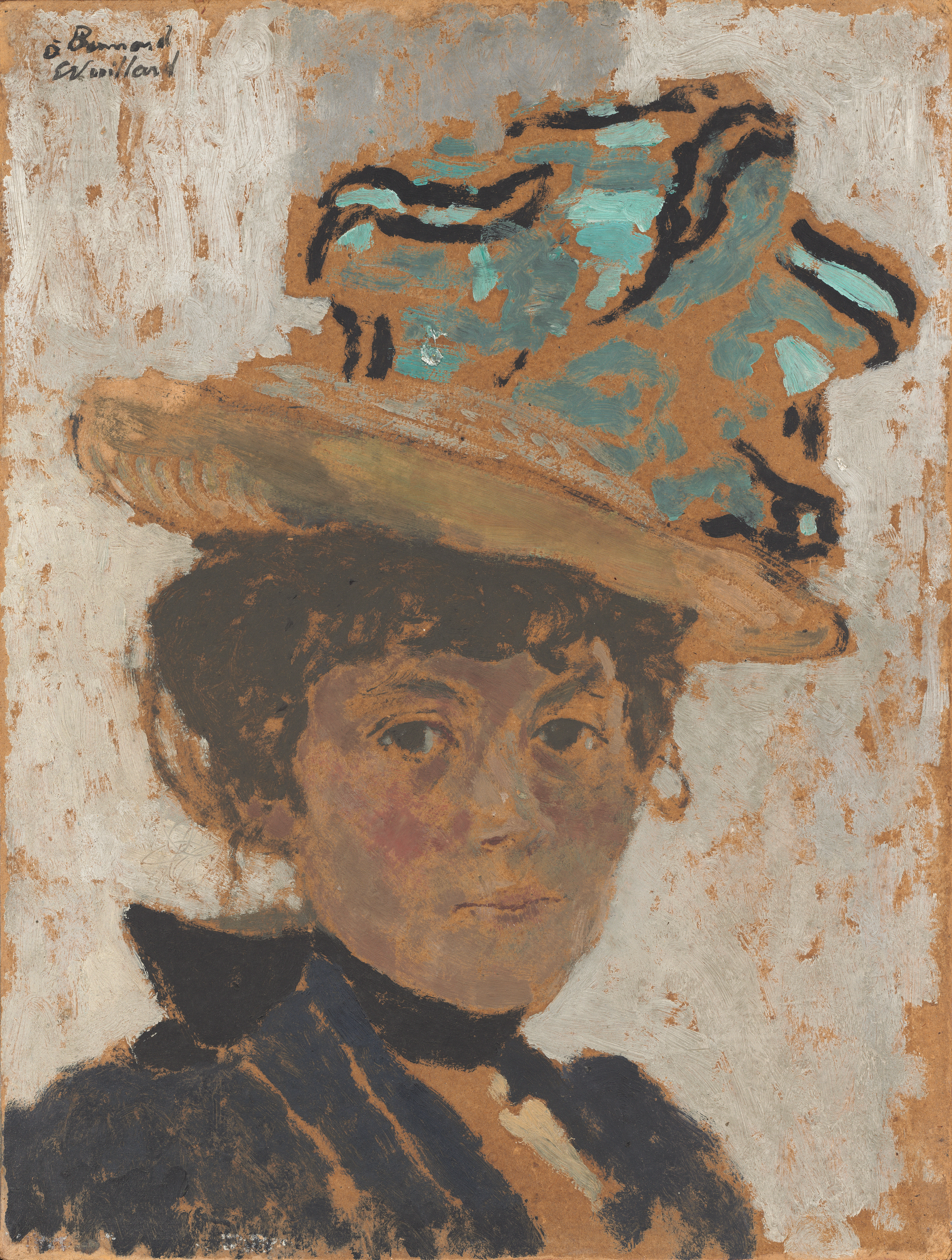
Marthe Bonnard (1869–1942)

- Bonnard, Pierre (1867–1947), französischer Maler des SymbolismusPierre Bonnard (1867–1947)

Pierre Bonnard (1867–1947)

- Bonnard, Pierre (1911–2003), Schweizer evangelischer Geistlicher und Hochschullehrer
- Bonnard, Roger (* 1947), französischer Maler und Grafiker
- Bonnardel, Philippe (1899–1953), französischer Fußballspieler
- Bonnardot, François (1843–1926), französischer Historiker, Romanist und Mediävist
- Bonnart, Laurent (* 1979), französischer Fußballspieler
- Bonnat, Léon (1833–1922), französischer Maler
- Bonnaterre, Pierre Joseph (1752–1804), französischer Pfarrer, Naturforscher und Zoologe
- Bonnaud, Frédéric (* 1967), französischer Radiomoderator und Journalist
- Bonnaud, Jacques-Philippe (1757–1797), französischer Divisionsgeneral der Revolutionsarmee
- Bonnay, Viviane (* 1945), französische Badmintonspielerin
- Bonnay, Yvette (1927–2022), französische Kostümbildnerin
- Bonnaz, Sándor II. (1812–1889), Bischof des Csanáder Bistums

### Bonne
- Bonne d’Artois († 1425), Gräfin von Nevers, Auxerre, Mâcon, Vermandois, Amiens, Ponthieu, Eu und Boulogne
- Bonne de Créquy, François Emmanuel (1645–1681), Gouverneur der Dauphiné
- Bonne Rodriguez, Yowlys (* 1983), kubanischer Ringer
- Bonne von Savoyen († 1402), Gräfin von Savoyen
- Bonne, Alfred (1889–1959), israelischer Ökonom deutscher Herkunft
- Bonne, Daisurami (* 1988), kubanische Sprinterin
- Bonné, Eva (* 1970), deutsche Übersetzerin
- Bonne, Georg (1859–1945), deutscher Arzt
- Bonne, Idalmis (* 1971), kubanische Sprinterin
- Bonne, Louis (1900–1990), französischer Autorennfahrer
- Bonné, Mirko (* 1965), deutscher Schriftsteller und ÜbersetzerMirko Bonné (* 1965)

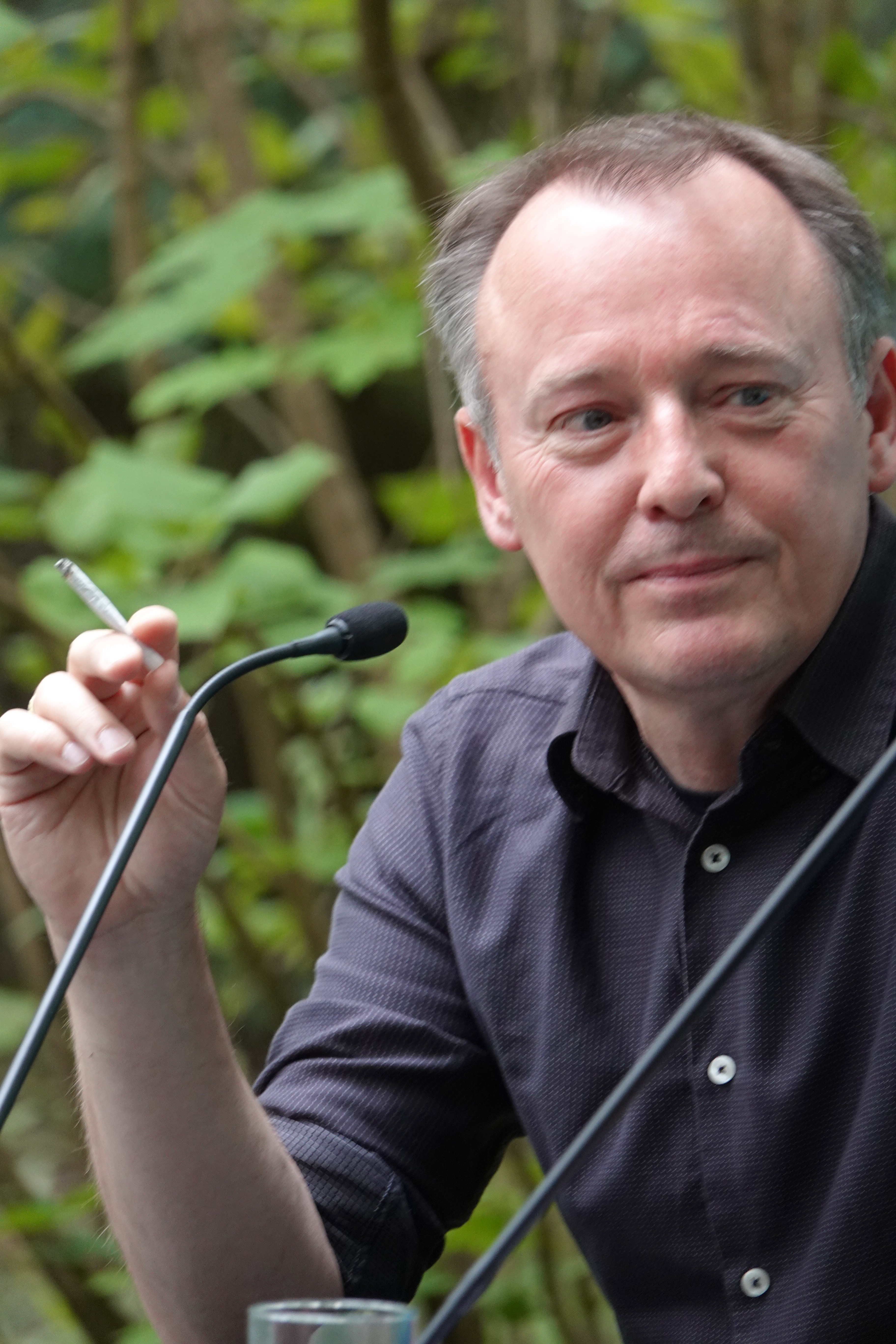
Mirko Bonné (* 1965)

- Bonne, Rémy (* 1989), französischer Fußballspieler
- Bonne, Rigobert (1727–1794), französischer Mathematiker und Kartograph
- Bonne, Shirley (* 1934), US-amerikanische Schauspielerin und ein Model
- Bonneau, Danielle (1912–1992), französische Papyrologin
- Bonneau, Louis (1851–1938), französischer General
- Bonneau, René (1898–1951), französischer Autorennfahrer
- Bonneaud, Maud (1921–1991), französische Künstlerin
- Bonnechose, François-Paul-Émile Boisnormand de (1801–1875), französischer Historiker und Dichter
- Bonnechose, Henri-Marie-Gaston Boisnormand de (1800–1883), französischer Geistlicher, Erzbischof von Rouen und Kardinal der Römischen Kirche
- Bonnefoi, Kévin (* 1991), französischer Handballspieler
- Bonnefoi, Landry (* 1983), französischer Fußballspieler
- Bonnefon, Charles (1871–1935), französischer Journalist, Philosoph, Historiker und Literaturwissenschaftler
- Bonnefon, Paul (1861–1922), französischer Bibliothekar, Romanist und Historiker
- Bonnefous, Édouard (1907–2007), französischer Hochschullehrer und Politiker (UDSR), Mitglied der Nationalversammlung, Minister und Senator
- Bonnefous, Marc (1924–2002), französischer Diplomat
- Bonnefoy, Carine (* 1974), französische Jazz-Pianistin und Komponistin
- Bonnefoy, François-Joseph-Edwin (1836–1920), französischer römisch-katholischer Geistlicher und Erzbischof von Aix
- Bonnéfoy, Henri (1887–1914), französischer Sportschütze
- Bonnefoy, Mathilde (* 1972), französische Filmeditorin
- Bonnefoy, Yves (1923–2016), französischer Lyriker, Essayist und ÜbersetzerYves Bonnefoy (1923–2016)

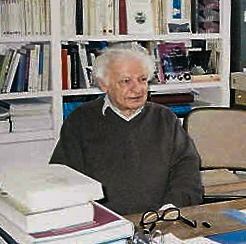
Yves Bonnefoy (1923–2016)

- Bonnefoy-Sibour, Georges (1849–1918), französischer Politiker, Mitglied der Nationalversammlung
- Bonnefoy-Sibour, Jacques (1821–1876), französischer Politiker
- Bönneken, Johann Wolfgang Friedrich (1706–1769), deutscher Mediziner
- Bonnekoh, Alfons (1930–2024), deutscher Sportmediziner
- Bonnel, Jean-François (* 1959), französischer Jazzmusiker
- Bonnel, Joseph (1939–2018), französischer Fußballspieler und -trainer
- Bonnell, Bruno (* 1958), französischer Unternehmer und Computerspielentwickler
- Bonnell, Eduard (1802–1877), deutscher Gymnasiallehrer und Direktor des Friedrich-Wilhelm-Gymnasiums in Berlin
- Bonnell, Ernst (1817–1893), Pädagoge, Bibliothekar und Historiker
- Bonnell, Heinrich Eduard (1829–1870), deutscher Historiker und Bibliothekar
- Bonnelle, Christiane (1930–2016), französische Physikerin und Hochschullehrerin
- Bonnelly de Díaz, Aída (1926–2013), dominikanische Musikwissenschaftlerin, -kritikerin und -pädagogin
- Bonnelly, Idelisa (1931–2022), dominikanische Meeresbiologin und Hochschullehrerin
- Bonnemain, Joseph Maria (* 1948), Schweizer Geistlicher, römisch-katholischer Bischof von Chur
- Bonnemann, Alfred (1904–1979), deutscher Forstwissenschaftler und Hochschullehrer
- Bonnemann, Elisabeth (1903–1982), deutsche Politikerin (CDU), MdL
- Bönnemann, Helmut (1939–2017), deutscher Chemiker
- Bonnemann-Böhner, Adelheid (* 1935), deutsche Erziehungswissenschaftlerin
- Bonnemere, Eddie (1921–1996), US-amerikanischer Jazzpianist sowie Kirchenmusiker und Komponist
- Bonnemère, Eugène (1813–1893), französischer Historiker und Schriftsteller
- Bonnen, Dietmar (* 1958), deutscher Komponist und Pianist
- Bönnen, Gerold (* 1964), deutscher Historiker und Archivar
- Bönnen, Herbert (* 1942), deutscher Fußballspieler
- Bönnen, Rolf (* 1954), deutscher Schriftsteller und Drehbuchautor
- Bönnen, Ute (* 1957), deutsche Journalistin und Regisseurin
- Bonnenberg, Heinrich (1938–2023), deutscher Energie- und Umweltingenieur, Manager bundeseigener Unternehmen
- Bonner Mosquera (* 1970), kolumbianischer Fußballspieler und -trainer
- Bonner, Amy (* 1971), US-amerikanische Basketballschiedsrichterin
- Bonner, Anthony (* 1928), US-amerikanischer Latinist
- Bonner, Bernard (1927–2005), schottischer Fußballspieler
- Bonner, Beth (1952–1998), US-amerikanische Langstreckenläuferin
- Bonner, Campbell (1876–1954), US-amerikanischer Klassischer Philologe und Papyrologe
- Bonner, Dave (* 1942), britischer Radrennfahrer
- Bonner, DeWanna (* 1987), US-amerikanisch-nordmazedonische Basketballspielerin
- Bonner, Edmund († 1569), Bischof von Hereford und London
- Bönner, Egon (1901–1981), deutscher Politiker (NSDAP), Staatskommissar von Hannover
- Bonner, Gemma (* 1991), englische Fußballspielerin
- Bonner, George Wilmot (1796–1836), englischer Holzstecher und Illustrator sowie Druckvorlagen-Künstler
- Bonner, Gerald (1926–2013), englischer Theologe
- Bonner, Herbert Covington (1891–1965), US-amerikanischer Politiker
- Bonner, James (1910–1996), US-amerikanischer Biologe
- Bonner, Jelena Georgijewna (1923–2011), sowjetische Dissidentin, russische MenschenrechtlerinJelena Georgijewna Bonner (1923–2011)

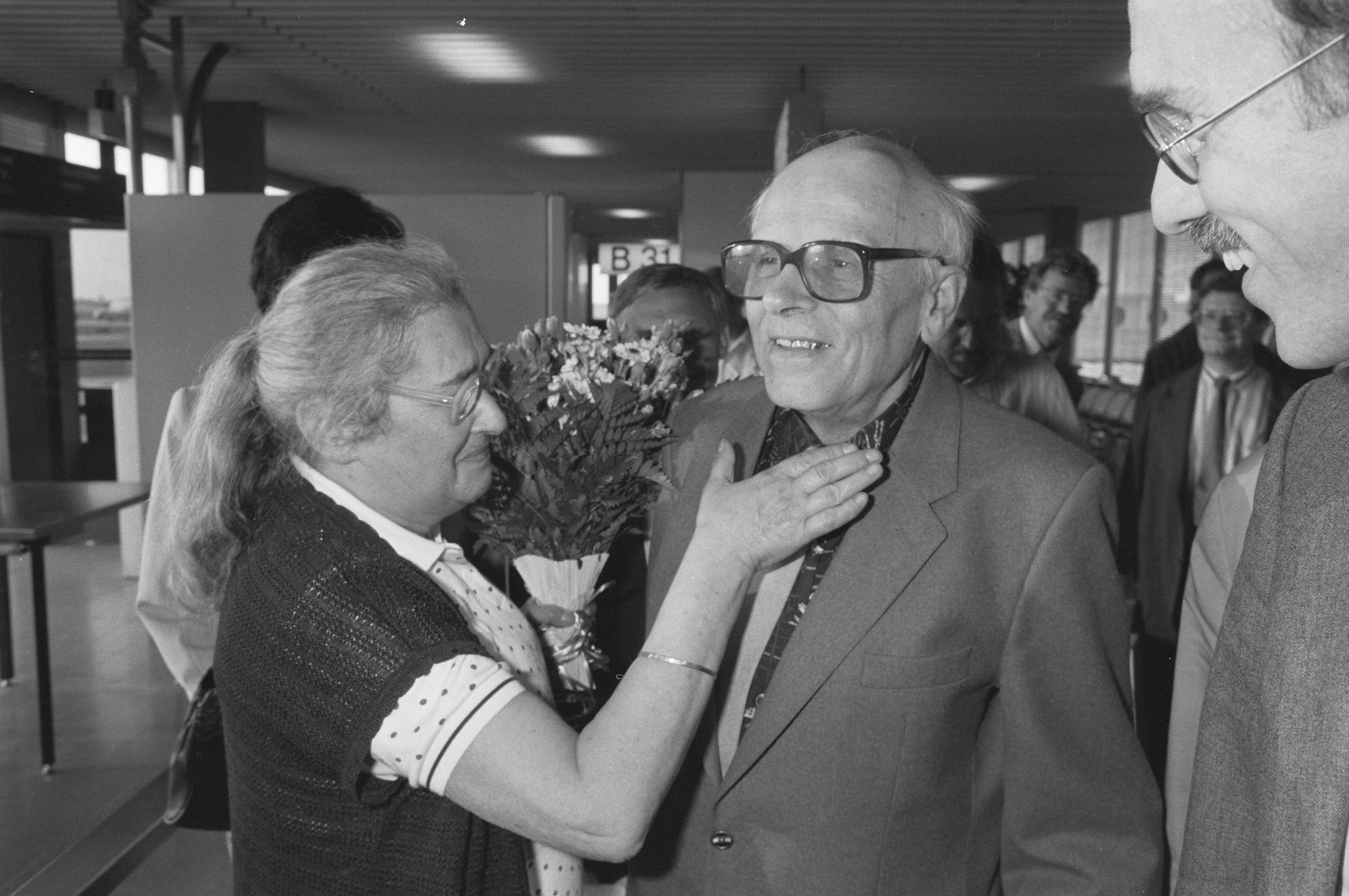
Jelena Georgijewna Bonner (1923–2011)

- Bonner, Jo (* 1959), US-amerikanischer Politiker
- Bonner, Joe (1948–2014), US-amerikanischer Jazzpianist
- Bonner, John A. (1929–1996), US-amerikanischer Tontechniker
- Bonner, John Tyler (1920–2019), US-amerikanischer Biologe
- Bonner, John W. (1902–1970), US-amerikanischer Jurist und Politiker und der 13. Gouverneur des Bundesstaates Montana (1949–1953)
- Bonner, Juke Boy (1932–1978), US-amerikanischer Bluessänger, -gitarrist und -mundharmonikaspieler
- Bonner, Mariah, US-amerikanische Schauspielerin
- Bonner, Marita (1898–1971), afroamerikanische Schriftstellerin und Dramatikerin
- Bonner, Matt (* 1980), US-amerikanischer Basketballspieler
- Bonner, Neville (1922–1999), australischer Politiker
- Bonner, Nicolai (* 1972), israelischer Serienmörder
- Bonner, Pat (* 1960), irischer Fußballspieler
- Bonner, Paul Hyde (1893–1968), US-amerikanischer Schriftsteller und Diplomat
- Bonner, Robert J. (1868–1946), US-amerikanischer Klassischer Philologe und Rechtshistoriker kanadischer Herkunft
- Bonner, Stefan (* 1975), deutscher Journalist, Lektor und Autor
- Bonner, Tom W. (1910–1961), US-amerikanischer Physiker
- Bonner, William (* 1948), US-amerikanischer Journalist und Autor
- Bonner, William (* 1963), brasilianischer Nachrichtensprecher, Publizist und Journalist
- Bonnermann, Natascha (* 1971), deutsche Schauspielerin
- Bonnerot, Jean (1882–1964), französischer Bibliothekar, Romanist und Literarhistoriker
- Bonnes, Olivier (* 1990), nigrischer Fußballspieler
- Bonnes, Stéphane (* 1978), französischer Fußballspieler
- Bonnesen, Tommy (1873–1935), dänischer Mathematiker
- Bonnet zu Meautry, August von (1845–1903), bayerischer Generalmajor
- Bonnet, Albrecht (1860–1900), deutscher Ingenieur und Amateur-Archäologe
- Bonnet, Alexis (* 1966), französischer Mathematiker und Finanzmanager
- Bonnet, Amédée (1809–1858), französischer Chirurg
- Bonnet, Anne (1908–1960), belgische Malerin
- Bonnet, Anne-Marie (* 1954), französische Kunsthistorikerin und emeritierte Professorin für Kunstgeschichte
- Bonnet, Antoine (* 1958), französischer Komponist
- Bonnet, Batisto (1844–1925), französischer Schriftsteller okzitanischer Sprache
- Bonnet, Beatriz (1930–2020), argentinische Filmschauspielerin und Komikerin
- Bonnet, Carlos (1892–1983), venezolanischer Komponist und Dirigent
- Bonnet, Céline (* 1976), französische Schwimmerin
- Bonnet, Charles (1720–1793), Schweizer Naturwissenschaftler, Philosoph und Anwalt
- Bonnet, Charlotte (* 1995), französische Schwimmerin
- Bonnet, Christian (1921–2020), französischer Politiker, Mitglied der Nationalversammlung und Senator
- Bonnet, Christian (1945–2017), französischer Jazzmusiker, Autor und Produzent
- Bonnet, Christian (* 1955), deutscher Bildhauer, Objektkünstler und Grafiker
- Bonnet, Didier (1949–2011), französischer Autorennfahrer und Rennwagenkonstrukteur
- Bonnet, Dieter (1937–2016), deutscher Physiker und Autor
- Bonnet, Dominique (* 1939), französischer Geistlicher, emeritierter römisch-katholischer Bischof von Mouila
- Bonnet, Emmanuelle (* 1998), Schweizer Musikerin (Gesang, Komposition)
- Bonnet, Franck (* 1954), französischer Leichtathlet
- Bonnet, Franz (1893–1972), deutscher Schauspieler
- Bonnet, Georges (1889–1973), französischer Politiker, Mitglied der Nationalversammlung und Außenminister
- Bonnet, Gisbert (1723–1805), niederländischer reformierter Theologe
- Bonnet, Graham (* 1947), britischer Hardrock-SängerGraham Bonnet (* 1947)

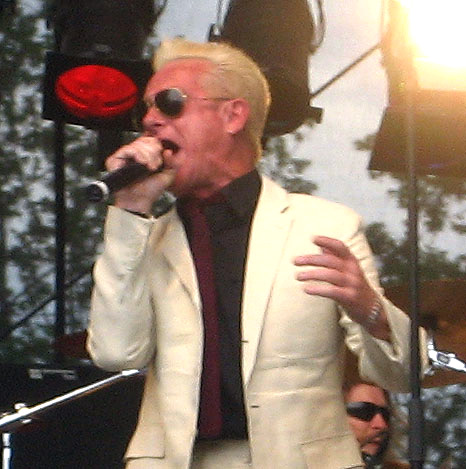
Graham Bonnet (* 1947)

- Bonnet, Guy (1945–2024), französischer Sänger, Komponist und Liedtexter
- Bonnet, Hans (1887–1972), deutscher Ägyptologe
- Bonnet, Hans (1902–1963), deutscher Politiker (NSDAP)
- Bonnet, Helmut (1910–1944), deutscher Zehnkämpfer
- Bonnet, Honoré (1919–2005), französischer Alpinskitrainer
- Bonnet, Horst (1931–2006), deutscher Musiktheater- und Filmregisseur
- Bonnet, Jean Louis (1805–1892), Schweizer reformierter Geistlicher
- Bonnet, Johann Carl (1737–1786), deutscher Dichter und Pfarrer
- Bonnet, Joseph (1884–1944), französisch-kanadischer Komponist, Organist und Musikpädagoge
- Bonnet, Jules (1820–1892), französischer Kirchenhistoriker
- Bonnet, Jules (1840–1928), Fotograf
- Bonnet, Louis-Marin († 1793), französischer, Maler und Grafiker
- Bonnet, Luc (1983–2012), deutscher Toningenieur, Komponist und Produzent
- Bonnet, Marie (* 1985), deutsche Schauspielerin und Hörspielsprecherin
- Bonnet, Marie-Jo (* 1949), französische Historikerin
- Bonnet, Martin (* 1968), deutscher Chemieingenieur und Hochschullehrer
- Bonnet, Nicolas (* 1984), französischer Skibergsteiger
- Bonnet, Nicolas (* 1988), französischer Radrennfahrer
- Bonnet, Piero Antonio (1940–2018), italienischer Rechtswissenschaftler
- Bonnet, Pierre, französischer Komponist
- Bonnet, Pierre (1897–1990), französischer Arachnologe
- Bonnet, Pierre Ossian (1819–1892), französischer Mathematiker und Hochschullehrer
- Bonnet, René (1904–1983), französischer Automobilrennfahrer und Fahrzeugkonstrukteur
- Bonnet, Robert (1851–1921), deutscher Anatom
- Bonnet, Stede (1688–1718), PiratStede Bonnet (1688–1718)

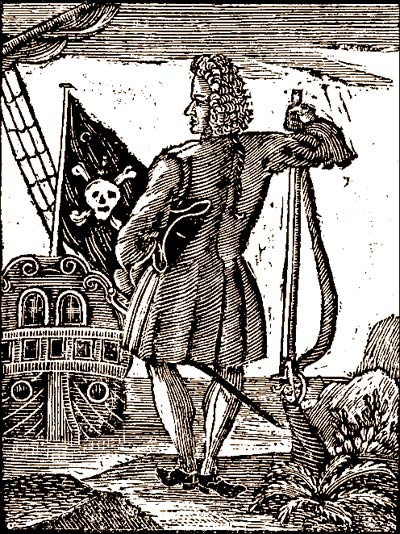
Stede Bonnet (1688–1718)

- Bonnet, Udo (* 1961), deutscher Psychiater und Hochschullehrer
- Bonnet, William (* 1982), französischer Radrennfahrer
- Bonnet-Weidhofer, Cécile (* 1982), französisch-deutsche Politikerin (FDP)
- Bonnetain, Paul (1858–1899), französischer Schriftsteller
- Bonneton, Valérie (* 1970), französische Schauspielerin
- Bonnett, Piedad (* 1951), kolumbianische Autorin
- Bonnetty, Augustin (1798–1879), französischer Theologe, Philosoph und Journalist
- Bonneu, Kamiel (* 1999), belgischer Radrennfahrer
- Bonneval, Claude Alexandre de (1675–1747), französischer Abenteurer
- Bonnevay, Laurent (1870–1957), französischer Politiker
- Bonnevial, Marie (1841–1918), französische Feministin, Gewerkschafterin, Sozialistin, Pädagogin und Freimaurerin
- Bonnevie, Kristine (1872–1948), norwegische Biologin und Norwegens erste Professorin
- Bonnevie, Margarete (1884–1970), norwegische Schriftstellerin, Politikerin (Venstre) und Frauenrechtlerin
- Bonnevie, Maria (* 1973), norwegisch-schwedische Schauspielerin
- Bonnevie-Svendsen, Conrad (1898–1983), norwegischer Politiker und Geistlicher
- Bonnevie-Svendsen, Julie (* 1987), norwegische Biathletin
- Bonneville, Benjamin (1796–1878), französisch-US-amerikanischer Offizier und Pionier
- Bonneville, François (1755–1844), französischer Maler, Zeichner, Grafiker und Verleger
- Bonneville, Hugh (* 1963), britischer SchauspielerHugh Bonneville (* 1963)

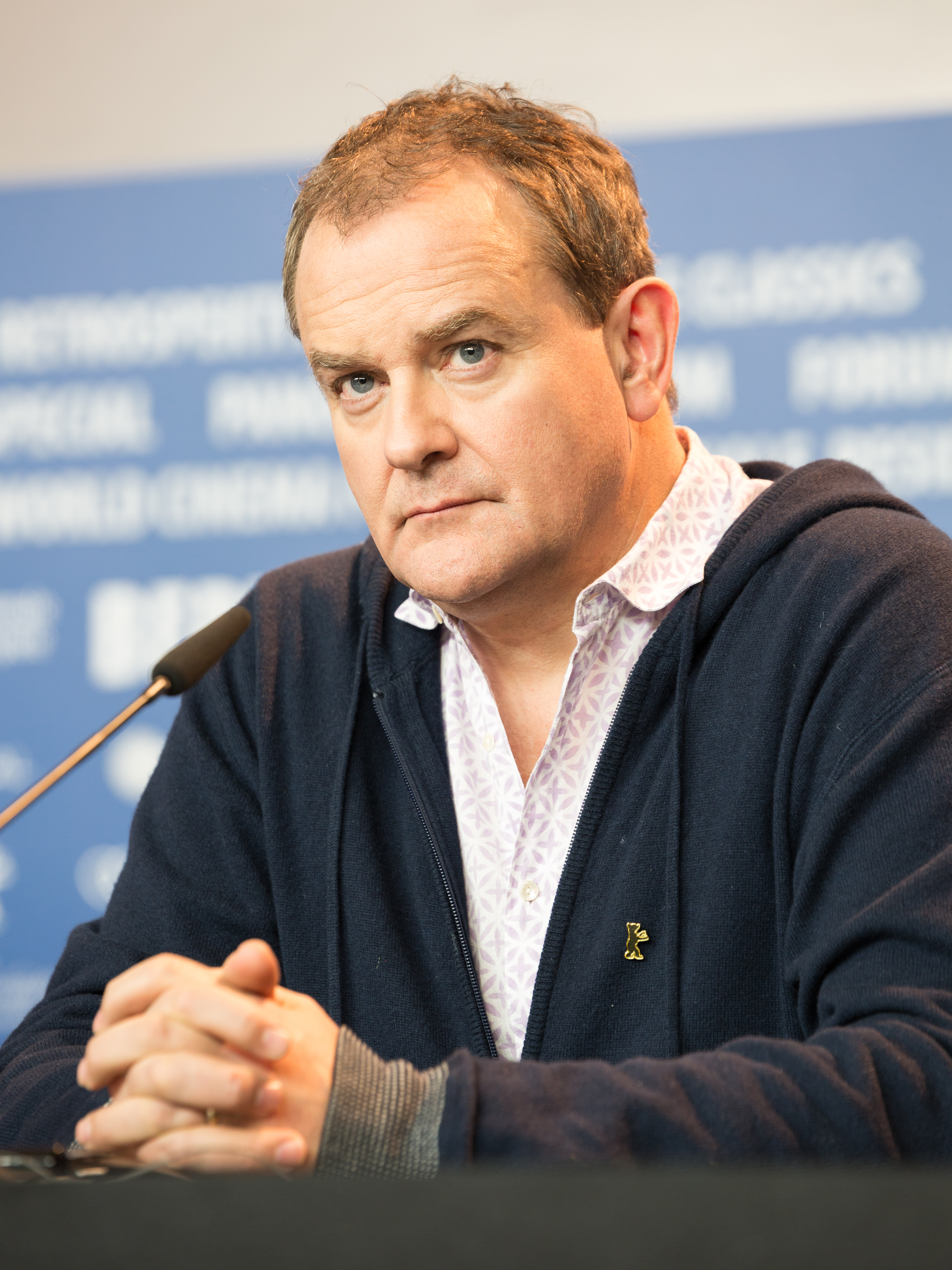
Hugh Bonneville (* 1963)

- Bonneville, Nicolas de (1760–1828), französischer Publizist und Schriftsteller
- Bonneville, Roland de (1930–2007), französischer Manager
- Bonney, Barbara (* 1956), US-amerikanische Opernsängerin (Sopran) und Gesangspädagogin
- Bonney, Emma (* 1976), englische Snooker und English Billiardsspielerin
- Bonney, Graham (* 1943), britischer Schlagersänger und EntertainerGraham Bonney (* 1943)

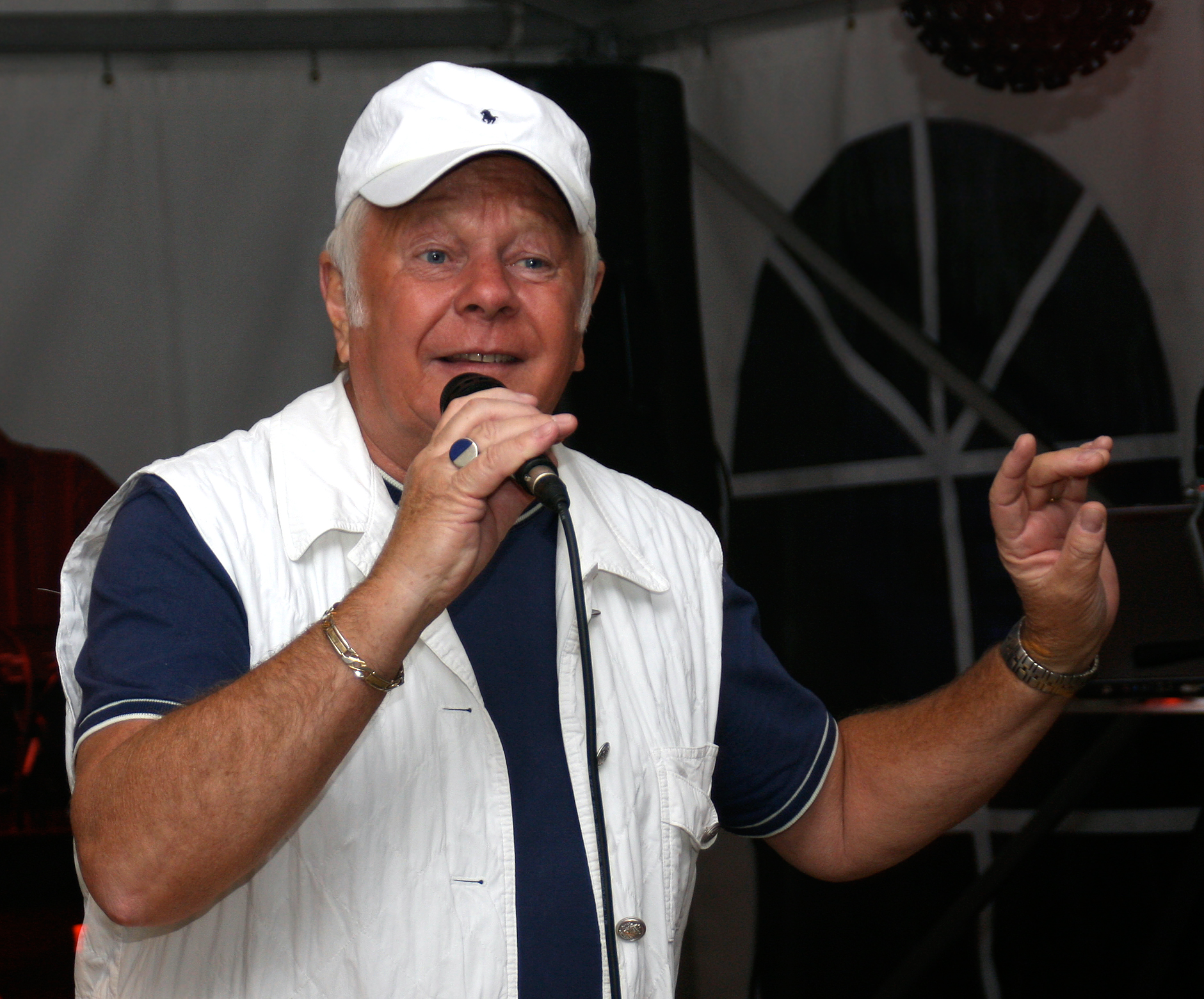
Graham Bonney (* 1943)

- Bonney, Helmut (* 1947), deutscher Psychiater und Psychotherapeut
- Bonney, Maude (1897–1994), australische Flugpionierin
- Bonney, Maurice (1899–1951), französischer Radrennfahrer
- Bonney, Raymond (1892–1964), US-amerikanischer Eishockeyspieler
- Bonney, Thérèse (1894–1978), US-amerikanische Fotoreporterin
- Bonney, Thomas George (1833–1923), britischer Geologe

### Bonnh
- Bönnhoff, Gerardo (1926–2013), argentinischer Sprinter deutscher Herkunft

### Bonni
- Bonnici, Alfred (* 1934), maltesischer Parlamentssprecher
- Bonnici, Emanuel (1929–2006), maltesischer Politiker (Partit Nazzjonalista)
- Bonnici, Ġanni (1932–2019), maltesischer Bildhauer und Medailleur
- Bonnici, Isaac (* 2006), maltesischer Leichtathlet
- Bonnici, John (* 1965), US-amerikanischer Geistlicher, römisch-katholischer Weihbischof in New York
- Bonnici, Josef (* 1953), maltesischer Politiker, MdEP
- Bonnici, Sarah (* 1998), maltesische Sängerin
- Bonnie Pink (* 1973), japanische Sängerin
- Bonnier, Åke der Jüngere (* 1957), schwedischer lutherischer Theologe, Bischof des Bistums Skara in der Schwedischen Kirche
- Bonnier, Albert (1820–1900), schwedischer Buchverleger und Unternehmer
- Bonnier, Bess (1928–2011), US-amerikanische Jazzpianistin (auch Gesang), Komponistin und Musikpädagogin
- Bonnier, Céline (* 1965), kanadische Schauspielerin
- Bonnier, Charles (1863–1926), französischer sozialistischer Intellektueller und Romanist
- Bonnier, Eva (1857–1909), schwedische Malerin, Bildhauerin und Mäzenin
- Bonnier, Gaston (1853–1922), französischer Botaniker
- Bonnier, Gerhard (1778–1862), deutscher Jude
- Bonnier, Joakim (1930–1972), schwedischer Sportwagen- und Formel-1-RennfahrerJoakim Bonnier (1930–1972)

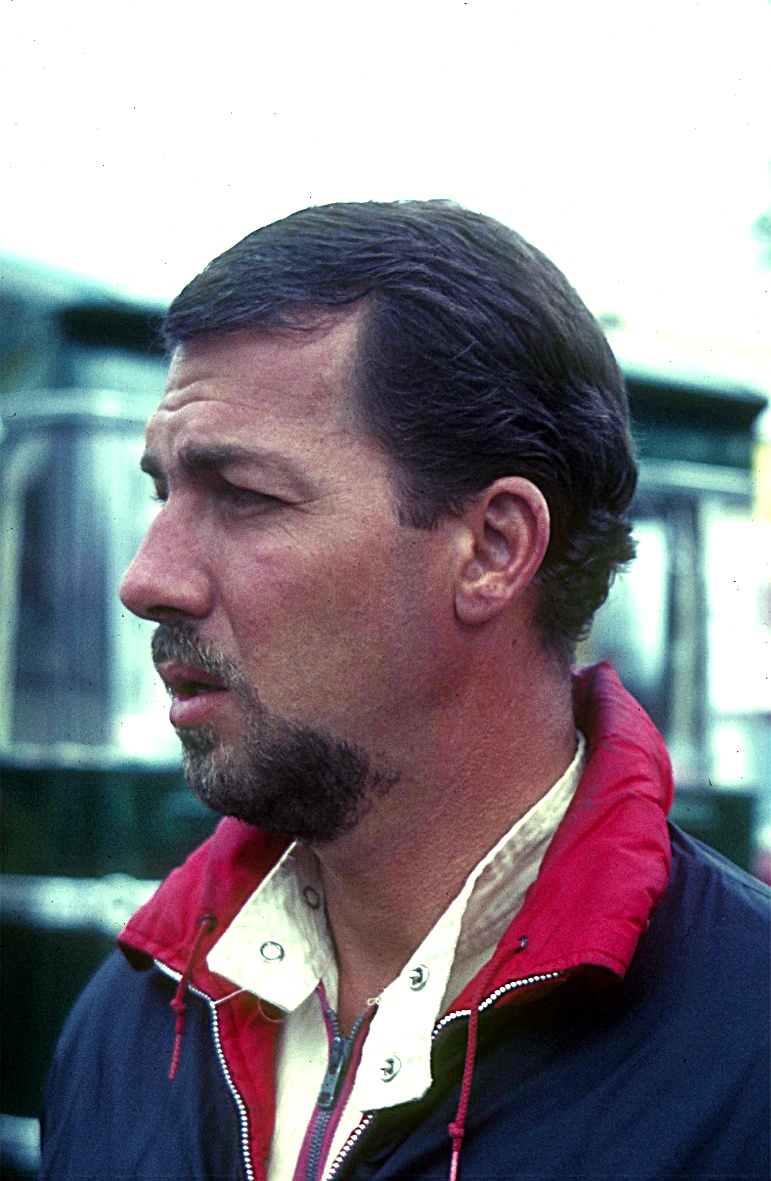
Joakim Bonnier (1930–1972)

- Bonnier, Karl Otto (1856–1941), schwedischer Verleger
- Bonnier, Lies (* 1925), niederländische Schwimmerin
- Bonnier, Louis (1856–1946), französischer Architekt
- Bonnier, Pierre (1861–1918), französischer Mediziner
- Bonnière, René (* 1928), französisch-kanadischer Regisseur
- Bonnières, Adrien-Louis de (1735–1806), französischer Botschafter
- Bonnières, Robert de (1850–1905), französischer Schriftsteller
- Bönnighausen, Hans (1906–1988), deutscher Maler und Vagabund
- Bönnighausen, Marion (* 1960), deutsche Germanistin
- Bonnín Aguiló, Eduardo (1917–2008), spanischer Gründer einer katholischen Organisation Cursillos de Cristiandad
- Bonnin, Bernard (1939–2009), philippinischer Schauspieler
- Bonnín, Cayetano (* 1990), dominikanisch-spanischer Fußballspieler
- Bonnin, Jasmine (* 1952), deutsche Sängerin und Liedermacherin
- Bonnin, Marie-Julie (* 2001), französische Stabhochspringerin
- Bonnin, Myriam, französische Akkordeonistin
- Bonnin, Philippe (* 1955), französischer Florettfechter
- Bonnin, Thomas (* 1989), französischer Straßenradrennfahrer
- Bönninger, Jürgen (* 1957), deutscher Diplom-Ingenieur, Autor und Lehrbeauftragter an der HTW Dresden
- Bönninger, Karl (1925–2000), deutscher Rechtswissenschaftler
- Bönninger, Tillmann (1835–1909), deutscher Gutsbesitzer und Politiker
- Bönninghaus, Johanna (* 1978), deutsche Schauspielerin
- Bönninghausen, August Joseph von (1841–1912), Arzt und Sanitätsrat in Bocholt
- Bönninghausen, August von (1831–1904), deutscher Verwaltungsjurist und Landrat
- Bönninghausen, Clemens Maria Franz von (1785–1864), westfälischer Botaniker und Homöopath
- Bönninghausen, Hermann von (1888–1919), deutscher Leichtathlet
- Bönninghausen, Inge von (* 1938), deutsche Journalistin und Feministin
- Bönninghausen, Julius von (1835–1889), deutscher Jurist und Politiker, MdR
- Bönninghausen, Lothar Dietrich von (1598–1657), kaiserlicher Feldmarschalleutnant im Dreißigjährigen Krieg
- Bönninghausen, Rudolf von (1834–1916), preußischer Offizier, Bürgermeister und Landrat
- Bönninghausen, Rudolf von (1861–1929), preußischer Landrat des Landkreises Gladbach
- Bonnivet, François Gouffier de (1518–1594), französischer Adliger und Militär

### Bonnk
- Bonnke, Jens (* 1963), deutscher Illustrator
- Bonnke, Reinhard (1940–2019), deutscher christlicher Evangelist pfingstlicher AusrichtungReinhard Bonnke (1940–2019)

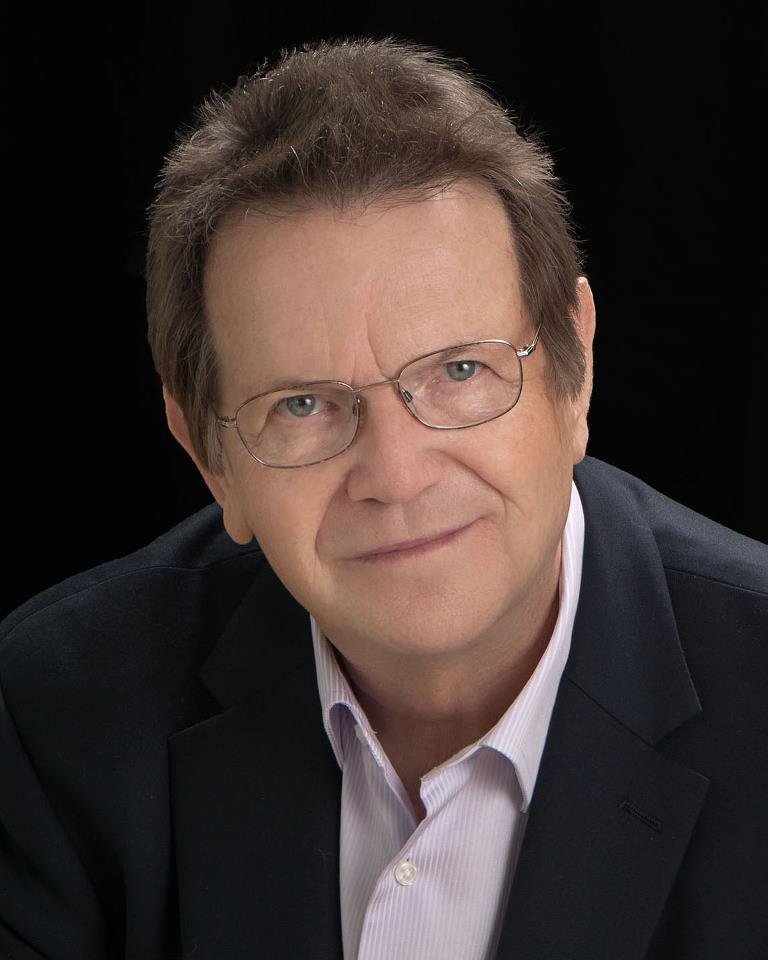
Reinhard Bonnke (1940–2019)

### Bonno
- Bonno, Giuseppe (1711–1788), österreichischer Komponist
- Bonno, Paul (* 1954), französischer Radrennfahrer
- Bonnor, George (1855–1912), australischer Cricketspieler
- Bonnot, Françoise (1939–2018), französische Filmeditorin
- Bonnot, Jules (1876–1912), französischer Anarchist

### Bonnu
- Bonnus, Arnold (1542–1599), Jurist und Lübecker Bürgermeister
- Bonnus, Hermann (1504–1548), deutscher Reformator

### Bonny
- Bonny, Anne, irische Rebellin und PiratinAnne Bonny

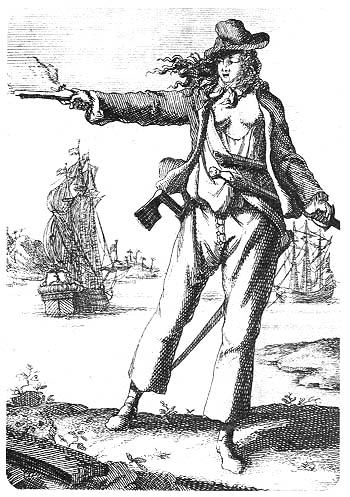
Anne Bonny

- Bonny, Helen (1921–2010), US-amerikanische Musiktherapeutin, Begründerin GIM
- Bonny, Jan (* 1979), deutscher Filmregisseur
- Bonny, Jean-Pierre (* 1931), Schweizer Politiker (FDP)
- Bonny, Johan (* 1955), belgischer Geistlicher und römisch-katholischer Bischof von Antwerpen
- Bonny, Mathias (* 1994), Schweizer Badmintonspieler
- Bonny, Melissa (* 1993), Schweizer Sängerin
- Bonny, Miles (* 1980), US-amerikanischer Musikproduzent, Singer-Songwriter und DJ
- Bonny, Pierre (1895–1944), französischer Polizist, Mitglied der französischen Gestapo